# Wikingborg, Haus Parchmann
Das Haus Parchmann, genannt Wikingborg, befindet sich in Bremen, Stadtteil Borgfeld, Katrepeler Landstraße 51. Die Villa entstand 1962 nach Plänen von Eberhard Gildemeister. 
Die Villa steht seit 1981 unter Bremer Denkmalschutz.

## Geschichte
Die eingeschossige, mit weißen Steinen verkleidete Villa wurde 1961/62 im konservativen Stil für den Reeder Helmut Parchmann gebaut: Sie ist ein Spätwerk des Architekten Gildemeister. Sie besteht aus einem zeltdachartigen Trakt, an den in geschwungener Form ein Gebäudeteil anschließt. Das hochaufstrebende Dach, dessen First vom Wohntrakt in geschwungenem Verlauf etwas abfällt, wurde nur durch wenige Gauben durchbrochen. Zwischen Wohntrakt und dem ehemaligen Pferdestall mit sechs Boxen und der Hausmeisterwohnung ist der Durchgang durch dieses aufwändige Dach überdeckt. Die runden Dachziegel betonen die Plastizität des Daches. Vor dem durch eine Arkade überdeckten, geschwungenen Eingangsbereich steht eine Pferdeplastik vom Bildhauer Herbert Kubica. Die Spitze des Daches zierte ein vergoldetes Wikingerschiff. Auch die Innenarchitektur war sehr aufwändig im Stil des Hauses gestaltet.
Der Bauherr Parchmann (* 1917) war ein Bremer Reeder und Schiffsmakler. Die Reederei gründete er 1956; sie besaß 1962 neun Schiffe. Schon während der Bauzeit des vermutlich zwei Millionen Mark teuren Anwesen geriet die Reederei in eine Krise und es musste ein weit beachtetes Insolvenzverfahren durchgeführt werden.
Das Haus ist mittlerweile in Eigentumswohnungen aufgeteilt.